# Paul Ekman
Paul Ekman (* 15. února 1934, Washington) je americký psycholog, 59. nejcitovanější psycholog 20. století a spisovatel. Hlásí se k darwinismu. Proslavil se studiem emocí, především jejich vztahu k mimice. Tvrdí, že v lidské mimice existují mikrovýrazy (trvající 1/25 až 1/15 sekundy), které není člověk schopen ovládnout. Mikrovýrazy prozrazují emoci, kterou se člověk snaží skrýt.
Původně Ekman definoval sedm emocí, které se projevují skrze mimické mikrovýrazy (anglicky microexpressions): znechucení, zlost, strach, smutek, štěstí, překvapení a opovržení. Později přidal pobavení, rozpaky, úzkost, vinu, pýchu, úlevu, spokojenost, radost a hanbu. Dnes Ekman hovoří o 43 mikroprojevech.
Jeho koncepce se staly mediálně velmi populární s ohledem na tvrzení, že z mimiky lze poznat lež.
Je autorem řady publikací, známá je především kniha „Emotions Revealed: Recognizing Faces and Feelings to Improve Communication and Emotional Life“ , která česky vyšla jako „Odhalené emoce: Naučte se rozpoznávat výrazy tváře a pocity druhých“ 

## Biografie

### Dětství
Paul Ekman se narodil v židovské rodině v roce 1934 ve Washingtonu, DC a vyrůstal v New Jersey, Washingtonu, Oregonu, a Kalifornii. Jeho otec byl pediatr a jeho matka byla právnička. Jeho sestra, Joyce Steingart, je psychoanalytická psycholožka, která před svým odchodem do důchodu působila v New Yorku.
Ekman chtěl být původně psychoterapeut, ale když byl v roce 1958 povolán do armády, zjistil, že ve výzkumu by mohl změnit armádní rutiny. Tato zkušenost ho ovlivnila a z touhy být psychoterapeut se stala touha stát se vědcem s cílem pomoci co největšímu počtu lidí.

### Vzdělání
Když bylo Paulu Ekmanovi 15 let, dostal se na Chicagskou univerzitu a za tři roky dokončil bakalářského studia. Během svého působení v Chicagu byl fascinován skupinovou terapií a pochopením skupinové dynamiky.
Poté dva roky studoval na New York University (NYU), kde titul získal v roce 1954. Jeho první výzkumný projekt pod vedením univerzitní profesorky Margaret Tresseltové byl pokusem vyvinout test, který odhalí, jak budou lidé reagovat na skupinovou terapii.
Vystudoval Adephi University, kde si vybral a úspěšně absolvoval obor klinická psychologie. V roce 1955, během magisterského studia, byla Ekmanovi udělena doktorská stáž z Národního ústavu pro duševní zdraví (NIMH). V magisterské práci se zaměřil na výraz obličeje a pohyb těla, které začal studovat v roce 1954. Ph.D z oboru klinická psychologie získal na Adelphi Univerzity v roce 1958, mezitím byl na jednoroční stáži na neuropsychiatrickém ústavu v Langley Porter.

### Kariéra
Po ukončení vojenské služby v roce 1960 přijal výzkumnou pozici. Spolupracoval s Leonardem Krasnerem na Palo Alto Veterans Administration Hospital. Zde pracoval na dotačně zaměřených projektech sledujících podmíněné verbální chování u psychiatrických pacientů.
Ekman se také v roce 1960 setkal antropologem Gregory Batesonem, který byl členem štábu Palo Alto Veterans Administration Hospital. O pět let později vyhodnocoval Gregory Bateson ve spolupráci s Paulem Eckmanem záběry pořízené na Bali v roce 1930. Ekman pomáhal Batesonovi s interkulturní studií zaměřenou na vyhodnocení vyjadřování a gestikulace kultur zachycených na tomto snímku.
Od roku 1960 do roku 1963 Ekman čerpal stipendium udělované NIMH. O svůj první výzkumný grant zažádal přes San Francisco State College, a to v pozici hlavního výzkumného pracovníka. V té době mu bylo 29 let. Tento grant získal z Národního ústavu pro duševní zdraví (NIMH) v roce 1963 a zaměřil se na studium neverbálního chování.
Na podnět vysokoškolského přítele a učitele Silvana S. Tomkinse se posunul ve specializaci od řeči těla ke studiu výrazů obličeje. Napsal svou nejslavnější knihu „Telling lies“, kterou vydal v roce 1985. Kniha se dočkala už tvrtého vydání.
Od roku 1960 do roku 2004 působil na částečný úvazek i na psychiatrické léčebně Langley Porter jako poradce pro různé klinické případy.
V roce 2004 odešel Ekman do důchodu jako profesor na katedře psychiatrie na Kalifornské univerzitě v San Franciscu (UCSF).
Po odchodu z univerzity v San Francisku založil organizace Paul Ekman Group (PEG) a Paul Ekman International. Paul Ekman Group nabízí semináře, podporuje výzkumné pracovníky v oboru a vytváří on-line komunitu kolem těchto témat. Paul Ekman Group v současné době pracuje na online interaktivním nástroji s názvem Mapping your Anger profile, který je určený pro páry a má je naučit, jak prožívat a vyjadřovat své emoce. Emocionální profily ukazují, jak rychle člověk emočně reaguje a jak dlouho tato emoce obvykle zůstává na lidské tváři.
Ekman se poprvé silně dostal do povědomí médií díky dokumentárnímu cyklu pro BBC v roce 2001. Jako poradce pracoval pro seriál Lie To Me, a to pro celou sérii pod vedením Dr. Lightmana. Ekman natočil krátké video ukázky, které následně poslal hercům, aby roli zahráli co nejlépe. Ekman se seriálem Lie To Me proslavil mnohem více než svými 15 vydanými knihami. Seriál se vysílal ve více než 60 zemích světa.
Ekman spolupracoval se studiem Pixar na přípravách filmu V hlavě, který byl natočen v roce 2015. Na filmu pracovalo také studio Disney a Ekman se rozhodl, že k němu připraví bonus. Napsal příručku pro rodiče, která jim má pomoct zlepšit komunikaci s dětmi.

### Ekmanův společenský vliv
- 11. května 2009 byl Ekman časopisem Time jmenován jedním ze 100 nejvlivnějších lidí všech dob.[13]
- V roce 2014 byl patnáctý v žebříčku nejvlivnějších psychologů 21. století. Tento žebříček sestavil časopis Achieves of Science psychology.
- V současnosti je členem redakční rady v časopise Greater Good magazine, který vydává Kalifornská univerzita v Berkeley. Jeho příspěvky zahrnují výklady vědeckých výzkumů se zaměřením na kořeny emocí, např. soucitu, altruismu a mírumilovných lidských vztahů.

## Výzkum

### Měření neverbální komunikace
Ekmanův zájem o neverbální komunikaci vedl v roce 1957 ke zveřejnění jeho první publikace. Ta popisuje, jak těžké je rozvíjet způsoby empirického měření neverbální gestikulace. Pro svou klinickou praxi si vybral neuropsychiatrický institut Langley Porter, kde působil na psychiatrickém oddělení University of California Medical School. Toto oddělení si vybral především proto, že Jurgen Ruesch a Weldon Kees nedlouho předtím vydali knihu s názvem Neverbální komunikace (1956).
Poté se Ekman zaměřil na vývoj technik pro měření neverbální komunikace. Zjistil, že svalové pohyby v obličeji, které tvoří výrazy tváře, by mohly spolehlivě identifikovat skryté emoce jedince pomocí empirického výzkumu. Zjistil také, že je člověk schopen utvářet více než 10 000 výrazů obličeje; z nichž jsou pouze 3 000 propojené s emocemi. Psycholog Silvan Tomkins přesvědčil Ekmana, aby posunul svoji studii neverbální komunikace z pohybu těla na mimiku obličeje. Navrhl mu klasické interkulturní techniky rozpoznávání emocí. Zajímavostí je, že Tomkins ve stejné době vedl také výzkum Carrolla Izarda, který pracoval na podobné studii emocí na základě interkulturního výzkumu.

### Emoce jako univerzální kategorie
V knize „Výraz emocí u člověka a u zvířat" (1872) se Charles Darwin domníval, že emoce byly biologicky stanoveny a jsou univerzální v celé lidské kultuře. Nicméně v průběhu 50. let 20. století převládlo přesvědčení, že výrazy obličeje a jejich význam jsou kulturně podmíněné na základě behaviorálních procesů učení. Tento objev učinili někteří antropologové, včetně Margaret Meadové, kteří cestovali do různých zemí a zkoumali, jak jednotlivé kultury komunikují pomocí neverbálního chování a gestikulace.
Prostřednictvím řady studií Ekman zjistil vysokou shodu mezi členy různých zemí ze západní a východní gramotné kultury. Výrazy, které shledal univerzálními, byly hněv, znechucení, strach, štěstí, smutek a překvapení. Poznatky o emoci pohrdání jsou pak méně jasné, i když existují důkazy, že tato emoce a její vyjádření jsou všeobecně uznávány.[zdroj⁠?!] Při spolupráci se svým dlouholetým přítelem Wallacem V. Friesenem Ekman prokázal, že jeho zjištění je možné aplikovat i na přírodní kmen Fore v Papui Nové Guineji, jehož členové se nemohli naučit významu výrazů z prezentace emocí v médiích. Ekman a Friesen tak prokázali, že určité emoce podléhají velmi specifickým pravidlům zobrazení, z čehož plynou kulturně specifické předpisy o tom, kdo může prokázat jaké emoce, komu a kdy.
V roce 1990 Ekman sestavil rozšířený seznam základních emocí, včetně celé řady pozitivních a negativních emocí, které však nejsou všechny zakódované do obličejových svalů. K nově zahrnutým emocím patřily: zábava, pohrdání, spokojenost, rozpaky, vzrušení, vina, pýcha, úleva, spokojenost, smyslové potěšení a stud.

### Psychometrické testy pro studium emocí
Ekmanův slavný test na rozpoznání emocí se nazývá Pictures of Facial Affect (POFA). Publikoval ho v roce 1976. Je složen ze 110 černobílých obrázků kavkazských herců, kteří ukazují šest univerzální emocí a kromě toho i neutrální výrazy. POFA byl použit ke studiu rozpoznání emocí po celém světě. Ekman používal tyto podněty ve svém původním kulturním výzkumu. Mnoho výzkumníkù POFA uznává, protože tyto fotografie byly ohodnoceny početnými skupinami v různých kulturách. V reakci na kritiku Ekman nicméně nakonec vydal kulturně různorodější soubor podnětů pod názvem Japanese and Caucasian Facial Expressions of Emotion (Japonské a kavkazské výrazy obličeje, JACFEE).
V roce 1978 Ekman a Friesen dokončili systém Facial Action Coding System (FACS), který vyobrazuje každý lidský výraz obličeje. FACS popisuje veškeré pohyby obličeje pro každou emoci. Každý pozorovatelný obličejový pohyb se nazývá jednotka akce neboli AU. Všechny výrazy obličeje lze rozložit na AU.
Vznikly i další nástroje, včetně MicroExpressions Training Tool (METT), který může pomoci jednotlivcům identifikovat jemnější výrazy objevující se, když se lidé snaží potlačit své emoce. Tento nástroj může například pomoci lidem s autismem k rozpoznání emocionálních výrazů v jejich každodenní komunikaci. Subtle Expression Training Tool (SETT) učí poznat velmi malé náznaky emocí. Jedná se o velmi drobné výrazy, někdy registrovatelné pouze v určité části obličeje. Tyto jemné výrazy se mohou ukázat z mnoha důvodů, například se může jednat jen o začátek větší emoce. U metod METT a SETT bylo prokázáno zvýšení přesnosti při hodnocení pravdomluvnosti.

### Detekce podvodu
Tělesné projevy lži – zejména obličejové – zkoumal Ekman spolu s kolegy a v roce 1978 zveřejnili systém Facial Action Coding System (FACS), který byl použit i s detektorem lži. FACS při kombinaci s verbální komunikací podle Ekmanova přesvědčení zvyšuje přesnost až o 90 procent. On a jeho kolegové se přesto snažili výsledek ještě vylepšit.
Ekman prostřednictvím studie zjistil, že „mikrovýrazy“ trvající méně než jednu pětinu sekundy mohou prozradit skrývané emoce, jako je hněv a pocit viny. Na druhou stranu ale známky emocí nejsou nutně důkazem viny.
Ekman ve spolupráci s psychologem Maureenem O'Sullivanem, Ph.D., při výzkumu na univerzitě v San Franciscu zjistil , že existuje velmi malý zlomek emocionálně inteligentních lidí, kteří dokáží bez předchozího tréninku velmi přesně rozlišit lež od pravdomluvnosti.

## Lepší pochopení emocí
Roku 1993 Ekman popsal ve své seminární práci v psychologickém věstníku American Psychologist devět přímých znaků, které pomohou pochopit vyjadřování emocí pomocí obličeje. Mezi hlavní body patří:
- Brát v potaz jak vrozenost, tak výchovu: Emoce jsou vnímány jako fyziologický jev, který je ovlivněn naší kulturou a zkušenostmi.[19]
- Specifická fyziologie emocí: Ekman se snažil najít diskrétní psychofyziologické rozdíly mezi emocemi. Řada výzkumníků se i nadále snaží hledat klíč k autonomnímu a centrálnímu nervovému systému. S příchodem nových zobrazovacích technik se oblastí intenzivního zájmu stávají otázky, jak souvisí emoce s fyziologickými aktivacemi v určitých oblastech mozku. Můžeme říct, že Ekman položil základy pro afektivní neurovědy.
- Skupiny emocí: Ekman a Friesen (1978) zjistili, že neexistuje výraz pro každou emoci, ale mnoho příbuzných, ač vizuálně rozdílných výrazů. Například popsali 60 různých způsobů vyjádření hněvu, které sdílí určité znaky a zřetelně se odlišují od skupin projevů strachu, znechucení atd. Variace projevů uvnitř jedné skupiny odráží intenzitu emocí, ovládání emocí, zda jsou emoce spontánní, nebo simulované a specifické příčiny, které emoci vyvolaly.[19]

## Kritika
Ekmanova práce se setkala s řadou odpůrců. Svého času byl kritizován systém SPOT (Screening Passangers by Observation Techniques), který spočíval v pozorování pasažérů na letištích za účelem odhalení teroristů, protože neprošel kontrolovanými vědeckými testy. Podle vědeckého posudku z roku 2007 byla účinnost Ekmanovy metody na odhalení teroristy přirovnávána k pravděpodobnosti, jako když si hodíme mincí. Ekman na svou obhajobu uvedl, že se vědeckého testování účastní osoby, které mají za úkol předstírat, že jsou teroristé, což vede k nepřesnostem, protože opravdový terorista má jiné prožívání emocí, než profesionální herec.
Ekman nebyl kladně přijat ani antropology na setkání Americké psychologické asociace a Americké antropologické asociace. Jeho tvrzení byla označena za fašistická a rasistická, protože prohlásil, že emocionální projevy černé a bílé populace se nijak neliší. S Ekmanovými teoriemi nesouhlasila ani uznávaná antropoložka Margaret Meadová, která sdílela názor svého chráněnce, taktéž antropologa Raye Birdwhistella, jehož výzkum poukazoval na to, že se emoce liší v různých kulturách. Ekman se bránil tím, že neexistují žádná kvantitativní data, která by podpořila Birdwhistellovo tvrzení o kulturní specifičnosti emocí.
V 70. letech 20. století mnoho předních antropologů sdílelo Birdwhistellův názor, nicméně v další dekádě se čím dál tím více odborníků začalo přiklánět k Ekmanově hypotéze. 

## Kniha Odhalené emoce
Ekman v knize „Odhalené emoce: Naučte se rozpoznávat výrazy tváře a pocity druhých“ vysvětluje základy emocí: smutku, hněvu, strachu, znechucení, štěstí nebo překvapení. Čtyřicet let výzkumu ho přivedlo k závěru, že emoce (a 10 tisíc výrazů obličeje) jsou univerzální. Konstatuje, že emoce nelze „vypnout“, ale že mohou být kontrolovány. Vysvětluje také, jak se v těle spouští emoce.
Společně se svým kolegou Wallym Friesenem sestavil „Kódovací systém mimiky tváře“ (FACS), který ukazuje, jak rozpoznat pocity lidí.  Detailně se zabýval problematikou lhaní.  Říká, že je možné naučit se rozpoznat lež nebo rozlišovat mezi zdvořilostním a opravdovým úsměvem. Tvrdí, že emoce můžeme částečně dostat pod kontrolu.
Odpovídá také na to, co to jsou „mikrovýrazy“ a jak je rozpoznávat. Mikrovýrazy podle Ekmana odhalují snahu o skrytí emocí. Například při lhaní se může objevit mikrovýraz strahu, protože se lhář bojí, že bude odhalen. Strach ale může mít i nevinná osoba, protože se bojí, že jí nikdo neuvěří, i když mluví pravdu.
Knihu, která se opírá o závěry Ekmanových vědeckých výzkumů, doprovází fotografie i tipy na cvičení. Obsahuje například test, kterým si čtenáři mohou ověřit, zda umí číst ve tváři druhých.
„Paul Ekman je mistr emociálního výrazu. Kniha je mistrovským dílem. Odhaluje, jak můžeme poznatky o emociálních projevech využít ke zlepšení našeho života,“ uvedl Jozef LeDoux, profesor neurovědy na Newyorské univerzitě.